# Киричок Микола Вячеславович
Микола Вячеславович Киричок (нар. 16 травня 2006, Ямпіль, Вінницька область, Україна) — український футболіст, правий захисник львівських «Карпат».

## Клубна кар'єра
Народився в місті Ямпіль Вінницької області. У ДЮФЛУ виступав за «Волинь», БРВ-ВІК та «Львів». На дорослому рівні дебютував 2022 року в складі львів'ян у першості львівської області, кубку Третьої ліги Львівської області та відкритому чемпіонаті Львівської області. У сезоні 2022/23 років виступав за «Львів» у юнацькому чемпіонаті України. Вперше до заявки дорослої команди «городян» потрапив 14 травня 2023 року на програний (0:2) домашній поєдинок 26-го туру Прем'єр-ліги України проти полтавської «Ворскли», але просидів на лаві запасних усі 90 хвилин. На професійному рівні дебютував 21 травня 2023 року в програному (0:2) виїзному поєдинку 27-го туру Прем'єр-ліги України проти винниківського «Руху». Микола вийшов на поле на 90+1-й хвилині замість Сергія Сімініна. До розформування команди встиг вийти на поле в 2-х поєдинках УПЛ, ще 3 рази потрапляв до заявки на поєдинки вищого дивізіону чемпіонату України.
Наприкінці липня 2023 року перебрався до «Минаю», за який також виступав в юнацькому чемпіонаті України. За першу команду з однойменного населеного пункту дебютував 27 вересня 2023 року в програному (0:1) виїзному поєдинку 1/8 фіналу кубку України проти сумської «Вікторії». Киричок вийшов на поле в стартовому складі та відіграв увесь матч. Цей поєдинок виявився єдиним для флангового захисника в складі першої команди «Минаю».
12 березня 2024 року став гравцем відроджених «Карпат». Вперше до заявки «зелено-білих» потрапив 23 березня 2024 року на переможний (2:1) домашній поєдинок 1-го туру чемпіонської групи Першої ліги України проти СК «Полтава». Киричок просидів на лаві запасних усі 90 хвилин. До завершення сезону 2023/24 років двічі потрапляв до заявки першої команди. Натомість отримував регулярну ігрову практику в другій команді клубу, за яку дебютував 31 березня 2024 року в нічийному (1:1) виїзному поєдинку 21-го туру Другої ліги України проти одеського «Реалу Фарми». Микола вийшов на поле в стартовому складі та відіграв увесь матч. У другій половині сезону 2023/24 років провів 8 поєдинків у Другій лізі України за «Карпати-2». Сезон 2024/25 років розпочав у юнацькій (U-19) команді «зелено-білих».

## Кар'єра в збірній
Викликався до юнацької збірної Україна (U-18), у футболці якої дебютував 6 вересня 2023 року в програному (2:3) виїзному поєдинку проти юнацької збірної США (U-17). Микола вийшов на поле на 85-й хвилині замість Дениса Жданова. На початку вересня 2023 року зіграв 3 матчі за збірну U-18.
У футболці юнацької збірної України (U-20) дебютував 22 березня 2025 року в переможному (1:0) товариському матчі проти молодіжної збірної Північної Іландії. Киричок вийшов на поле в стартовому складі, а на 61-й хвилині його замінив Іван Єрмачков.